# Made of Bricks
Made of Bricks (traducido al español como: 'Hecho de ladrillos') es el álbum debut de la cantante/compositora Kate Nash, fue lanzado el 6 de agosto del 2007 bajo el sello Fiction Records y alcanzó el número 1 en los "UK Albums Chart".
El álbum fue lanzado cinco semanas antes de lo planeado originalmente debido a la popularidad del sencillo "Foundations". El álbum no contiene la canción "Caroline's a Victim", que fue lanzado es una edición limitada en disco de vinilo, en Moshi Moshi Records, antes de "Foundations".
Una versión incluye un DVD "making of" que fue accesible solo por Best Buy en los Estados Unidos. En los Estados Unidos, Made of Bricks, debutó en el lugar #36 en el Billboard 200, vendiendo 16.000 copias.

## Lista de canciones
Todas las canciones escritas y compuestas por Kate Nash, excepto las indicadas. 
| N.º   | Título          | Música                         | Escritor(es)             | Duración |  |
| 1.    | «Play»          | Nash, Malhotra                 | Kate Nash                | 1:11     |  |
| 2.    | «Foundations»   | Kate Nash                      | Kate Nash & Paul Epworth | 4:05     |  |
| 3.    | «Mouthwash»     | Nash, Malhotra, Andrews        | Kate Nash                | 5:01     |  |
| 4.    | «Dickhead»      | Nash, Brice                    | Kate Nash                | 3:42     |  |
| 5.    | «Birds»         | Nash, Malhotra                 | Kate Nash                | 4:25     |  |
| 6.    | «We Get On»     | Nash, Malhotra, Andrews        | Kate Nash                | 4:34     |  |
| 7.    | «Mariella»      | Nash, Malhotra                 | Kate Nash                | 4:15     |  |
| 8.    | «Shit Song»     | Nash, Andrews                  | Kate Nash                | 3:05     |  |
| 9.    | «Pumpkin Soup»  | Nash, Leo Tayler               | Kate Nash & Paul Epworth | 2:59     |  |
| 10.   | «Skeleton Song» | Nash, Malhotra, Andrews, Wong  | Kate Nash                | 5:07     |  |
| 11.   | «Nicest Thing»  | Nash, Malhotra, Wong           | Nash, Malhotra           | 4:05     |  |
| 12.   | «Merry Happy»   | Nash, Malhotra, Brice, Andrews | Kate Nash                | 5:28     |  |
| 54:19 |                 |                                |                          |          |  |

### Pistas adicionales
| N.º | Título                                                 | Duración |  |
| 1.  | «Little Red» (bonus track en Irlanda y el Reino Unido) | 7:04     |  |
| 2.  | «A Is For Asthma» (bonus track por descarga digital)   | 2:37     |  |

### B-sides
| N.º | Título                                                     | Duración |  |
| 1.  | «Caroline's a Victim» (Lado A del sencillo "Birds")        | 2:59     |  |
| 2.  | «Habanera»                                                 | 2:24     |  |
| 3.  | «Old Dances»                                               | 4:25     |  |
| 4.  | «Navy Taxi»                                                | 5:28     |  |
| 5.  | «Stitching Leggings»                                       | 3:09     |  |
| 6.  | «Dirt (Demo From Iceland)»                                 | 6:07     |  |
| 7.  | «Take 'Em Back» (impreso erróneamente como "Take 'Em Out") | 2:18     |  |
| 8.  | «Pistachio Nut» (Poema)                                    | 4:09     |  |
| 9.  | «Model Behaviour»                                          | 3:22     |  |
| 10. | «The Lion The Devil & The Spider»                          | 1:48     |  |
| 11. | «Don't You Want to Share the Guilt»                        | 4:56     |  |

## Cronología de sencillos
Reino Unido
- "Foundations"
- "Mouthwash"
- "Pumpkin Soup"
- "Merry Happy"

Europa (excepto Reino Unido)
- "Foundations"
- "Pumpkin Soup"

Canadá y Estados Unidos
- "Foundations"
- "Pumpkin Soup"
- "Merry Happy"

## Posiciones
| Chart (2007)            | Peak position |
| ----------------------- | ------------- |
| UK Albums Chart         | 1             |
| Irish Albums Chart      | 8             |
| Belgian Albums Chart    | 20            |
| Billboard 200           | 36            |
| German Albums Chart     | 38            |
| French Albums Chart     | 39            |
| Swiss Albums Chart      | 39            |
| Dutch Albums Chart      | 41            |
| Austrian Albums Chart   | 51            |
| Australian Albums Chart | 96            |

## Créditos
- Kate Nash - Voz y Piano en todas, Guitarra y sintetizador, productora de la canción 1, escritora de todas las canciones.
- Paul Epworth - Productor de canciones 2 a 12, escritor de canciones 2 y 9 junto a Nash
- Mark Rankin - Ingeniero
- Anna Tjan - Ingeniero adicional
- Oli Wright - Ingeniero adicional
- Steve Fitzmaurice - Mezclas
- Daniel Morrison - Asistente
- Jay Malhotra - Guitarra en canciones: 1-3-5-10-11-12, Bajo en 3-6-10-12, Percusión en canción 7, Sintetizador, escritor de canción 11 junto Kate Nash
- Fiona Brice - Arreglos de metales, cuerdas y percusión en canciones 4-12
- Mariella Leo Taylor - Batería en canción 9
- Elliott Andrews - Batería en canciones 3-6-8-10-12
- Mei-Ling Wong - Violín en canciones 10-11
- Chrissie MacDonald - Equipo de diseño y dirección de arte
- John Short - Fotógrafo
- Laura Dockrill - Ilustraciones
- Clare Nash - Fotógrafa adicional
- Richard Robinson - Diseñador